# 比莱萨图瓦
比莱萨图瓦（法語：Bus-lès-Artois）是法国皮卡第大区索姆省的一个市镇，属于亚眠区阿舍昂纳米耶努瓦县。该市镇2009年时的人口为134人。

## 人口
比莱萨图瓦人口变化图示
| 数据来源：INSEE |